# Unhošť
Unhošť település Csehországban, a Kladnói járásban. Unhošť Dolany, Svárov, Horní Bezděkov, Braškov, Malé Kyšice, Pletený Újezd, Pavlov, Malé Přítočno, Chyňava, Červený Újezd és Kyšice településekkel határos. Lakosainak száma 5206 fő (2024. január 1.).

## Népesség
A település lakosságának változását az alábbi diagram mutatja:
| Lakosok száma | 2184 | 2464 | 2633 | 3181 | 3590 | 3566 | 4636 | 4779 | 4827 | 5206 |
|               | 1869 | 1890 | 1921 | 1950 | 1980 | 2001 | 2017 | 2019 | 2022 | 2024 |